# Rumänische Eishockeyliga 1996/97
Die Saison 1996/97 war die 67. Spielzeit der rumänischen Eishockeyliga, der höchsten rumänischen Eishockeyspielklasse. Meister wurde zum insgesamt sechsten Mal in der Vereinsgeschichte der SC Miercurea Ciuc.

## Modus
In der Hauptrunde absolvierte jede der sechs Mannschaften insgesamt 20 Spiele. Der Erstplatzierte der Hauptrunde wurde Meister. Für einen Sieg erhielt jede Mannschaft zwei Punkte, bei einem Unentschieden gab es einen Punkt und bei einer Niederlage null Punkte.

## Hauptrunde

### Tabelle
|    | Klub                        | Sp | S  | U | N  | T   | GT  | Punkte |
| -- | --------------------------- | -- | -- | - | -- | --- | --- | ------ |
| 1. | SC Miercurea Ciuc           | 20 | 18 | 1 | 1  | 117 | 43  | 37     |
| 2. | Steaua Bukarest             | 20 | 17 | 1 | 2  | 150 | 35  | 35     |
| 3. | Sportul Studențesc Bukarest | 20 | 12 | 0 | 8  | 89  | 70  | 24     |
| 4. | CSM Dunărea Galați          | 20 | 8  | 0 | 12 | 37  | 89  | 16     |
| 5. | Progym Gheorgheni           | 20 | 2  | 1 | 17 | 41  | 117 | 5      |
| 6. | Imasa Sfântu Gheorghe       | 20 | 1  | 1 | 18 | 39  | 119 | 3      |

Sp = Spiele, S = Siege, U = Unentschieden, N = Niederlagen